# مايكل سام
مايكل سام (بالإنجليزية: Michael Sam) هو لاعب كرة قدم أمريكية أمريكي، ولد في 7 يناير 1990 في هيوستن في الولايات المتحدة.

## وصلات خارجية
- ميخائيل سام على موقع مرجع كرة القدم المحترفة.كوم (الإنجليزية)
- ميخائيل سام على موقع كلية كرة القدم في سبورتس رفرنس.كوم (الإنجليزية)